# Thomas Stalker
Thomas 'Tom' Lee Stalker (* 30. Juni 1984 in Liverpool) ist ein englischer Profiboxer im Leichtgewicht. Stalker war als Amateur unter anderem Vizeeuropameister 2010 und 2011 und Bronzemedaillengewinner der Weltmeisterschaften 2011 sowie Teilnehmer der Olympischen Spiele 2012.

## Amateurkarriere
Thomas Stalker begann im Alter von 18 Jahren beim Saint Aloysius Gym in Huyton mit dem Boxsport. Sein Trainer war Kenny Willis. Später boxte er für den Salisbury ABC (Amateur Boxing Club) unter Terry Edwards.
Sein erster internationaler Auftritt folgte bei den EU-Meisterschaften 2008 in Polen, wo er Juan Lopez, Artur Schmidt und Miklós Varga besiegen konnte und die Goldmedaille im Leichtgewicht erkämpfte. Bei den Europameisterschaften 2008 in Liverpool schlug er Almir Skrijelj und erneut Artur Schmidt, schied aber dann im Viertelfinale gegen Wasgen Safarjanz aus.
2009 gewann er die Silbermedaille im Leichtgewicht bei den EU-Meisterschaften in Dänemark, nachdem er im Finale gegen Eugen Burhard unterlegen war. Zuvor hatte er sich gegen Michał Żeromiński, Miklós Varga und Eric Donovan durchgesetzt. Die Weltmeisterschaften 2009 in Mailand beendete er im Achtelfinale nach einer Niederlage gegen Éverton Lopes, nachdem er zuvor seine Vorrundenkämpfe gegen Joegen Ladon und Vilasack Khuandy gewonnen hatte.
2010 startete er als Teamkapitän der britischen Staffel bei den Commonwealth Games in Indien und sicherte sich mit Siegen gegen Clevon Rock, Kamal Sameera, Luke Jackson, Jai Bhagwan und Josh Taylor, die Goldmedaille im Leichtgewicht. Zudem gewann er die Silbermedaille im Leichtgewicht bei den Europameisterschaften 2010 in Moskau. Nach Siegen gegen Domenico Valentino, Artjoms Ramlavs und Eugen Burhard, unterlag er erst im Finalkampf gegen Albert Selimow. Er wurde daraufhin zu Großbritanniens Amateurboxer des Jahres gewählt.
Den Gewinn der Silbermedaille wiederholte er im Halbweltergewicht bei den Europameisterschaften 2011 in Ankara, als er gegen Bakur Gogochuri, Oleksandr Kljutschko, Hratschik Jawachjan und Vincenzo Mangiacapre erneut das Finale erreicht hatte und dort gegen Raymond Moylette verlor. Zudem gewann er auch eine Bronzemedaille im Halbweltergewicht bei den Weltmeisterschaften 2011 in Baku. Gegen Joelvis Hernandez, Brice Bassolé, Alexander Soljanikow und Manoj Kumar war er ins Halbfinale eingezogen, wo er gegen Denys Berintschyk unterlag.
Er war daraufhin für die Olympischen Spiele 2012 in London qualifiziert, wo er ebenfalls als Teamkapitän Großbritanniens an den Start ging und die Vorrunde gegen Manoj Kumar gewann. Im Viertelfinale verlor er beim Kampf um den Einzug in die Medaillenränge knapp mit 22:23 gegen Urantschimegiin Mönch-Erdene und schied medaillenlos aus. Die folgende Berufung gegen das Urteil wurde vom AIBA-Komitee abgewiesen.

## Profikarriere
Nach den Olympischen Spielen unterschrieb er einen Profivertrag bei Matchroom Sport des Promoters Eddie Hearn und gewann sein Debüt am 23. Februar 2013 gegen Kristian Laight. Er war damit nach Anthony Ogogo der zweite britische Olympiateilnehmer im Boxen von 2012, der nach den Spielen ins Profilager wechselte. 2014 wechselte er zum Promoter Frank Warren.
Nach neun Aufbaukämpfen erlitt er am 25. Oktober 2014 seine erste Niederlage als Profi, als er in Liverpool gegen den ebenfalls unbesiegten Jack Catterall durch TKO in der achten Runde unterlag, nachdem er bereits in den ersten beiden Runden am Boden war. In den Kampf ging es um die vakante WBO-Europameisterschaft im Halbweltergewicht.
2015 boxte er jeweils in Manchester ein Unentschieden gegen Tommy Carus und zweimal gegen Craig Evans. Gegen Evans ging es dabei beide Male um die WBO-Europameisterschaft im Leichtgewicht. Den Titel sicherte er sich schließlich am 4. Juni 2016 durch Punktesieg gegen den Portugiesen Antonio Bento, verlor ihn jedoch in der ersten Titelverteidigung am 26. November desselben Jahres durch Punktniederlage wieder an Craig Evans.
Am 30. September 2017 verlor er zudem beim Kampf um die Commonwealth-Meisterschaft im Leichtgewicht gegen Sean Dodd.